# Стари град (община Чашка)
Вижте пояснителната страница за други значения на Стари град.
Стари град (на македонска литературна норма: Стари Град) е село в Северна Македония, част от община Чашка.

## География
Селото е разположено в областта Азот, на около 23 км югозападно от град Велес. Има добро землище в долината на р. Бабуна, а е и в близост на жп линията Велес – Битоля и шосейния път Велес – Прилеп, при все тези предимства селото е силно пострадало от процесите на обезлюдяване в региона.
Селската църква е посветена на Свети Димитър.

## История
В XIX век Стари град е село във Велешка кааза, Нахия Азот на Османската империя. В „Етнография на вилаетите Адрианопол, Монастир и Салоника“, издадена в Константинопол в 1878 година и отразяваща статистиката на населението от 1873 година, Стариград (Starigrad) е посочено като село с 32 домакинства и 123 жители българи. Според статистиката на Васил Кънчов („Македония. Етнография и статистика“) в края на XIX век Стари Градъ има 320 жители, всички българи християни.
Жителите му в началото на века са под върховенството на Българската екзархия – според статистиката на секретаря на Екзархията Димитър Мишев („La Macédoine et sa Population Chrétienne“) в 1905 година в Стари град (Stari Grad) живеят 344 българи екзархисти и 6 цигани. Според секретен доклад на българското консулство в Скопие всичките 43 къщи в селото през 1907 година под натиска на сръбската пропаганда в Македония признават Цариградската патриаршия.
При избухването на Балканската война в 1912 година Стари град дава 8 доброволци в Македоно-одринското опълчение.
След Междусъюзническата война в 1913 година селото остава в Сърбия.
На етническата си карта от 1927 година Леонард Шулце Йена показва Стари град (Starigrad) като българско християнско село.

## Личности
Родени в Стари град
- Илия Василиев, български революционер от ВМОРО, четник на Стефан Димитров[7]
- Митре Арсовски (р. 1936), генерал-полковник, първи началник на генералния щаб на армията на Северна Македония